# LHS 1140
LHS 1140 é uma anã vermelha na constelação de Cetus. Com base em suas propriedades estelares, a estrela deve estar a 41 anos-luz de distância do Sol. A estrela tem mais de 5 bilhões de anos de idade e 15% da massa do Sol. O período de rotação de LHS 1140 é de 130 dias.
LHS 1140 tem um planeta rochoso, LHS 1140b, em órbita. O planeta é uma super-Terra na zona habitável e transita a sua estrela. Isso permite que a sua atmosfera seja estudada no futuro: a combinação do trânsito da super-Terra e a estrela-mãe relativamente pequena fazem deste sistema um dos mais promissores conhecido para estudar a atmosfera, juntamente com o sistema TRAPPIST-1. A massa de LHS 1140b é 6,7 ± 1,8 vezes a da Terra e seu raio é 1.4 ± 0.1 vezes ao da Terra, dando-lhe uma densidade de cerca de 2,3 ± 0,6 vezes a da Terra.
A órbita de LHS 1140b é quase circular com um raio de 0,09 AU. LHS 1140b orbita e transita a estrela a cada 24.7 dias. O planeta foi descoberto em 2017 pelo Projeto MEarth. A velocidade radial foi medida pelo HARPS.